# Prasinocyma pratti
Prasinocyma pratti är en fjärilsart som beskrevs av Louis Beethoven Prout 1924. Prasinocyma pratti ingår i släktet Prasinocyma och familjen mätare. Inga underarter finns listade i Catalogue of Life.